# Partitioning
Bei der Nutzung der Kernenergie fallen abgebrannte Brennelemente und auch radioaktive Abfälle mit langlebigen Radionukliden an. Eine denkbare Strategie zur Entsorgung besteht darin, diese Nuklide durch Beschuss mit Neutronen oder anderen Teilchen in kurzlebigere Nuklide umzuwandeln (Transmutation), um möglichst wenige dieser langlebigen Radionuklide in Endlagern aufbewahren zu müssen. Zu diesem Zweck müssen die umzuwandelnden Nuklide zunächst abgetrennt werden. Dies wird im Fachjargon als Partitioning bezeichnet. Beide Schritte zusammen sind in Fachkreisen unter dem Begriff „Partitioning & Transmutation“ (P & T) bekannt.
Das Partitioning hat vor allem den Zweck, die Absorption von Neutronen in anderen Bestandteilen der zu beschießenden Materie (Target) zu begrenzen, da andernfalls dort weitere langlebige Nuklide neu produziert werden könnten. Außerdem trägt es dazu bei, die erforderliche Zeitdauer für die Transmutation der Targetnuklide zu minimieren.
Bei der Anwendung von P & T auf die langlebigen Bestandteile abgebrannter Brennelemente ist zuallererst eine Art Wiederaufarbeitungsschritt zu vollziehen. Die anzuwendende Technologie muss aber nicht notwendigerweise der herkömmliche PUREX-Prozess sein. Beispielsweise könnte Plutonium auch mit den niederen Actinoiden zusammen abgetrennt und transmutiert werden.
Das eigentliche Partitioning ist dann auf die resultierende hochradioaktive Lösung anzuwenden, um die gewünschten Radionuklide gezielt von der übrigen Materie zu trennen.
Denkbar aber derzeit nicht umgesetzt ist auch die Gewinnung nicht-radioaktiver Spaltprodukte für diverse industrielle Anwendungen. Unter den Spaltprodukten befinden sich auch in nennenswerter Konzentration Edelmetalle wie Ruthenium, deren radioaktive Isotope kurzlebig genug sind um nach vertretbarer Abklingzeit kaum oder keine Radioaktivität im chemisch hinreichend reinen Endprodukt zurückzulassen.